# Тур (деревня)
Тур — деревня в Руднянском районе Смоленской области России. Входит в состав Кругловского сельского поселения. Население — 10 жителей (2019 год). 
Расположена в западной части области в 20 км к юго-западу от Рудни, в 15 км южнее автодороги А141 Орёл — Витебск и в 5 км западнее границы с республикой Беларусь. В 10 км северо-восточнее деревни расположена железнодорожная станция О.п. 462-й км на линии Смоленск — Витебск.

## История
В годы Великой Отечественной войны деревня была оккупирована гитлеровскими войсками в июле 1941 года, освобождена в октябре 1943 года.